# Organizații internaționale nonguvernamentale
O organizație internațională nonguvernamentală sau neguvernamentală este o organizație independentă de vreun guvern ce acționează la nivel internațional. Aceasta extinde practic activitatea caracteristică unui ONG în afara granițelor țării în care a fost fondată.
Organizațiile internaționale nonguvernamentale (OING) nu reprezintă țări, ci o expresie a societății civile internaționale. Rolul lor este de a semnala abuzuri ale statelor, companiilor multinaționale și a organizațiilor interguvernamentale, și de a asigura schimbări de ordin social, politic și economic.